# 부자와 나사로

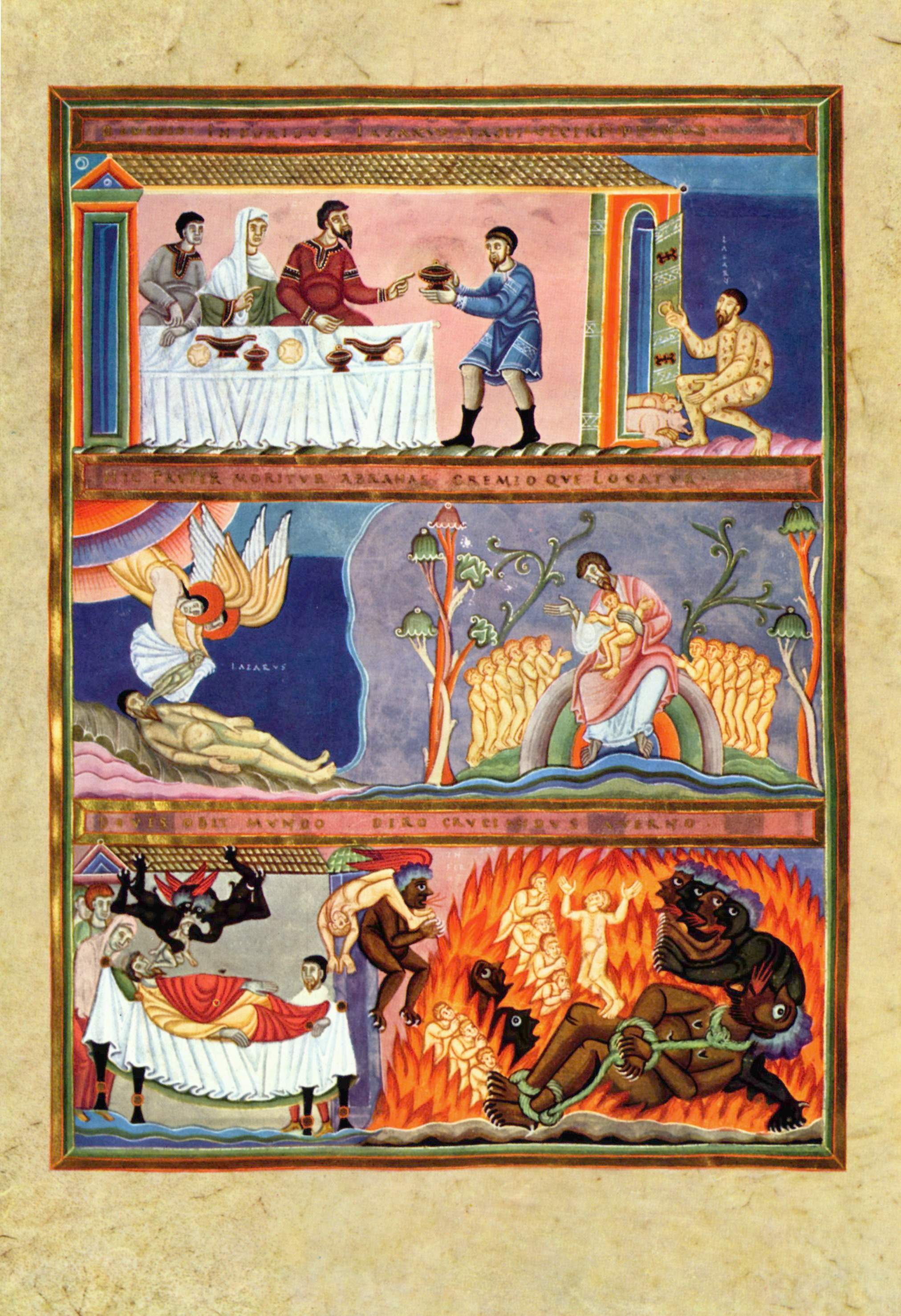

기독교에서 누가 복음서 16장 19~31절에 나오는 부자와 거지 나사로 비유는 예수의 비유이다.

19 한 부자가 있어 자색 옷과 고운 베옷을 입고 날마다 호화롭게 즐기더라

20 그런데 나사로라 이름하는 한 거지가 헌데 투성이로 그의 대문 앞에 버려진 채

21 그 부자의 상에서 떨어지는 것으로 배불리려 하매 심지어 개들이 와서 그 헌데를 핥더라

22 이에 그 거지가 죽어 천사들에게 받들려 아브라함의 품에 들어가고 부자도 죽어 장사되매

23 그가 음부에서 고통중에 눈을 들어 멀리 아브라함과 그의 품에 있는 나사로를 보고

24 불러 이르되 "아버지 아브라함이여, 나를 긍휼히 여기사, 나사로를 보내어 그 손가락 끝에 물을 찍어 내 혀를 서늘하게 하소서, 내가 이 불꽃 가운데서 괴로워하나이다."

25 아브라함이 이르되 "얘 너는 살았을 때에 좋은 것을 받았고 나사로는 고난을 받았으니 이것을 기억하라 이제 그는 여기서 위로를 받고 너는 괴로움을 받느니라

26 그뿐 아니라 너희와 우리 사이에 큰 구렁텅이가 놓여 있어 여기서 너희에게 건너가고자 하되 갈 수 없고 거기서 우리에게 건너올 수도 없게 하였느니라."

27 이르되 "그러면 아버지여 구하노니 나사로를 내 아버지의 집에 보내소서

28 내 형제 다섯이 있으니 그들에게 증언하게 하여 그들로 이 고통 받는 곳에 오지 않게 하소서."

29 아브라함이 이르되 "그들에게 모세와 선지자들이 있으니 그들에게 들을지니라."

30 이르되 "그렇지 아니하니이다 아버지 아브라함이여 만일 죽은 자에게서 그들에게 가는 자가 있으면 회하리이다."

31 이르되 "모세와 선지자들에게 듣지 아니하면 비록 죽은 자 가운데서 살아나는 자가 있을지라도 권함을 받지 아니하리라 하였다 하시니라."— 누가복음 16장

## 해석
존 라이트푸트에 의하면 아브라함의 품의 개념이 유대인 사이에 일반적이다. 개념이 외경과 위경에서도 발견된다: 예를 들어, 스바냐 묵시서 9:2, 마카비 4서 13:7 등.
유대의 사가(史家) 요세푸스(Josephus, Flavius 37-100경)에 따라, 일부 작가가 부자, 그의 아버지와 그의 다섯 형제를 안나스의 사위였던 대제사장 가야바와 안나스의 다섯 아들로 식별하다.

## 같이 보기
- 새 예루살렘
- 예수의 공생애
- 양과 염소의 비유

## 참조
1. ↑  Lightfoot, John Horae Hebraicae et Talmudicae impensae 1671
2. ↑  Ginzberg, L. Legends of the Jews 1909
3. ↑  F. Preisigke, Sammelbuch Griechischer Urkunden aus Aegypten 2034:11
4. ↑  Apocalypse of Zephaniah JH Charlesworth, The Old Testament Pseudepigrapha, Doubleday, 1983
5. ↑  4 Maccabees The Old Testament Pseudepigrapha, Doubleday, 1983
6. ↑  Sepp, J.N. Thaten und Lehren Jesus 샤프하우젠, 1864
7. ↑  Drioux, C-J. La Bible populaire 파리, 1864
8. ↑  Whittaker, H.A. Studies in the Gospels, Cannock 영국 1996